# Paracorsia repandalis
Paracorsia repandalis — вид лускокрилих комах родини вогнівок-трав'янок (Crambidae).

## Поширення
Вид поширений в Європі, Центральній Азії (північ Ірану, Киргизстан) та Північній Америці (зареєстрований на півдні Онтаріо та півночі штату Індіана). Присутній у фауні України.

## Опис
Розмах крил самців 24-28 мм.

## Спосіб життя
Метелики літають з квітня по жовтень. Активні вночі. Буває два коління на рік. Личинки живляться листям різних видів дивини (Verbascum).